# Vulaines
Vulaines é uma comuna francesa na região administrativa de Grande Leste, no departamento de Aube. Estende-se por uma área de 8,72 km². Em 2010 a comuna tinha 229 habitantes (densidade: 26,3 hab./km²).